# Hegemonius
Hegemonius eller Pseudo-Hegemonius var en kristen forfatter fra 300-tallet. Han er kun kendt for sit arbejde, som han menes at have skrevet: Acta Archelai. Værket er en gendrivelse af manikæismens lære, det er skrevet på græsk omkring år 350, men kun bevaret på latin. Værket er det ældste kendte og vigtigste af de antimanikeiske skriftene. Ud over den latinske version er visse dele af teksten bevaret på græsk, at de er gengivet i Epifanio "medicinskrin mod alle kættere".
Værket er skrevet som en fiktiv debat mellem Mani og en kristen biskop, Arkelaos. Debatten ender med at Mani flygter når han går tom for argumenter, og en af hans disciple, kaldet Turbo, giver derefter en sammenfatning af Manis lære